# Indice di dispersione
In statistica, un indice di dispersione è un indice che descrive sinteticamente la variabilità di una distribuzione statistica quantitativa. In modo particolare misura quanto i valori presenti nella distribuzione distano da un valore centrale scelto come riferimento. Il valore centrale è solitamente un indice di posizione. I valori centrali più usati nelle applicazioni sono media e mediana.
Per variabili nominali si usano indici di diversità.

## Esempi
Sono indicatori di dispersione:
- campo o intervallo di variazione
- scarto interquartile
- varianza, deviazione standard e coefficiente di variazione
- scarto medio assoluto
- deviazione mediana assoluta
- indice di dispersione di Poisson